# Discografie van Michelle (Duitse zangeres)
Deze discografie is een overzicht van het muzikale werk van de Duitse schlagerzangeres Michelle en haar pseudoniemen zoals Tanja Thomas. Volgens de bronnen heeft ze tot nu toe meer dan 4,5 miljoen platen verkocht. Haar meest succesvolle publicatie is de compilatie Best Of met meer dan 340.000 verkochte exemplaren.

## Albums

### Studioalbums
| Jaar | Titel                                      | Hitlijstklassering | Hitlijstklassering | Hitlijstklassering | Opmerkingen                                            |
| Jaar | Titel                                      | DE                 | AT                 | CH                 | Opmerkingen                                            |
| ---- | ------------------------------------------ | ------------------ | ------------------ | ------------------ | ------------------------------------------------------ |
| 1993 | Erste Sehnsucht                            | 97 (2 weken)       | —                  | —                  | Eerste publicatie: 14 september 1993                   |
| 1995 | Traumtänzerball                            | —                  | —                  | —                  | Eerste publicatie: 13 maart 1995                       |
| 1997 | Wie Flammen im Wind                        | 77 (5 weken)       | —                  | —                  | Eerste publicatie: 4 maart 1997                        |
| 1998 | Nenn es Liebe oder Wahnsinn                | 24 (10 weken)      | 12 (24 weken)      | —                  | Eerste publicatie: 7 september 1998 Verkoop: + 25.000  |
| 2000 | So was wie Liebe                           | 8 (18 weken)       | 5 (25 weken)       | 60 (3 weken)       | Eerste publicatie: 1 september 2000 Verkoop: + 150.000 |
| 2002 | Rouge                                      | 5 (17 weken)       | 2 (24 weken)       | —                  | Eerste publicatie: 30 augustus 2002 Verkoop: + 170.000 |
| 2005 | Leben!                                     | 3 (14 weken)       | 4 (18 weken)       | 49 (4 weken)       | Eerste publicatie: 4 februari 2005 Verkoop: + 115.000  |
| 2006 | My Passion                                 | 21 (3 weken)       | 26 (3 weken)       | —                  | Eerste publicatie: 17 maart 2006                       |
| 2006 | Glas                                       | 12 (6 weken)       | 9 (9 weken)        | 53 (4 weken)       | Eerste publicatie: 14 september 2006 Verkoop: + 15.000 |
| 2009 | Goodbye Michelle                           | 6 (7 weken)        | 6 (8 weken)        | 53 (3 weken)       | Eerste publicatie: 16 oktober 2009 Verkoop: + 10.000   |
| 2010 | Der beste Moment                           | 27 (2 weken)       | 17 (7 weken)       | —                  | Eerste publicatie: 19 november 2010                    |
| 2012 | L’amour                                    | 11 (5 weken)       | 6 (11 weken)       | 37 (2 weken)       | Eerste publicatie: 9 maart 2012 Verkoop: + 25.000      |
| 2016 | Ich würd’ es wieder tun                    | 6 (21 weken)       | 5 (22 weken)       | 15 (4 weken)       | Eerste publicatie: 15 april 2016                       |
| 2018 | Tabu                                       | 4 (25 weken)       | 3 (31 weken)       | 6 (8 weken)        | Eerste publicatie: 25 mei 2018 Verkoop: + 100.000      |
| 2020 | Anders ist gut                             | 6 (6 weken)        | 4 (3 weken)        | 19 (3 weken)       | Eerste publicatie: 23 oktober 2020                     |
| 2022 | 30 Jahre Michelle - Das war’s… noch nicht! | 6 (18 weken)       | 6 (11 weken)       | 12 (5 weken)       | Eerste publicatie: 13 mei 2022                         |

### Compilaties
| Jaar | Titel                         | Hitlijstklassering | Hitlijstklassering | Hitlijstklassering | Opmerkingen                                                                                                |
| Jaar | Titel                         | DE                 | AT                 | CH                 | Opmerkingen                                                                                                |
| ---- | ----------------------------- | ------------------ | ------------------ | ------------------ | --- |
| 2001 | Best Of                       | 4 (23 weken)       | 5 ×2 (36 weken)    | 40 (11 weken)      | Eerste publicatie: 16 februari 2001 Verkoop: + 340.000                                                     |
| 2009 | The Very Best Of              | —                  | 58 (3 weken)       | —                  | Eerste publicatie: 25 september 2009                                                                       |
| 2015 | Die ultimative Best Of – Live | *                  | **                 | —                  | Eerste publicatie: 9 oktober 2015 * zie Die ultimative Best Of **zie videoalbum Compilatie met Liveopnamen |

Meer compilaties
- 1997: Herzklopfen
- 1998: Golden Stars
- 1998: Ihre großen Erfolge
- 1999: Meine größten Erfolge
- 2000: Silbermond & Sternenfeuer
- 2000: Eine Reise in die Zärtlichkeit
- 2001: Ihre größten Erfolge
- 2001: Einfach das Beste
- 2003: Wilde Träume
- 2003: Kopfüber in die Nacht
- 2004: Unschlagbar sanft
- 2005: Kleine Seelenfeuer – Die schönsten Liebeslieder
- 2005: Die großen Erfolge der 90er
- 2005: Dein kleiner Engel
- 2005: Nur das Beste
- 2007: Hit Collection
- 2007: Hautnah – Die Geschichten meiner Stars: Michelle
- 2007: So bin ich
- 2008: 2 in 1 Michelle
- 2009: Schlager & Stars
- 2010: Lieder der Liebe
- 2011: All the Best
- 2011: Nenn es Liebe oder Wahnsinn / So was wie Liebe
- 2012: Essential
- 2013: Das Disco-Fox Album
- 2013: Das Beste

### EP's
- 2009: Best of: Schlager Hoch 6
- 2009: Weihnachten Hoch 6

### Remixalbums
| Jaar | Titel         | Hitlijstklassering | Hitlijstklassering | Hitlijstklassering | Opmerkingen                      |
| Jaar | Titel         | DE                 | AT                 | CH                 | Opmerkingen                      |
| ---- | ------------- | ------------------ | ------------------ | ------------------ | -------------------------------- |
| 2007 | Zwischenspiel | 94 (1 week)        | —                  | —                  | Eerste publicatie: 22 maart 2007 |

Meer remixalbums
- 1999: Der Premium-Mix
- 2003: Der Michelle Hitmix
- 2008: In the Mix
- 2011: Nur das Beste – Die großen Erfolge 'In the Mix'

### Kerstalbums
| Jaar | Titel                   | Hitlijstklassering | Hitlijstklassering | Hitlijstklassering | Opmerkingen                         |
| Jaar | Titel                   | DE                 | AT                 | CH                 | Opmerkingen                         |
| ---- | ----------------------- | ------------------ | ------------------ | ------------------ | ----------------------------------- |
| 1999 | Denk’ ich an Weihnacht’ | 98 (1 week)        | —                  | —                  | Eerste publicatie: 12 november 1999 |

## Singles
| Jaar | Titel Album                                                                                            | Hitlijstklassering | Hitlijstklassering | Hitlijstklassering | Opmerkingen                                                              |
| Jaar | Titel Album                                                                                            | DE                 | AT                 | CH                 | Opmerkingen                                                              |
| ---- | --- | ------------------ | ------------------ | ------------------ | ------------------------------------------------------------------------ |
| 1992 | Und heut’ Nacht will ich tanzen Erste Sehnsucht                                                        | 70 (6 weken)       | —                  | —                  | Eerste publicatie: september 1992                                        |
| 1993 | Prinz Eisenherz Erste Sehnsucht                                                                        | 94 (1 week)        | —                  | —                  | Eerste publicatie: 10 mei 1993                                           |
| 1993 | Erste Sehnsucht                                                                                        | 85 (3 weken)       | —                  | —                  | Eerste publicatie: 11 oktober 1993                                       |
| 1994 | Silbermond und Sternenfeuer Traumtänzerball                                                            | 77 (5 weken)       | —                  | —                  | Eerste publicatie: 21 augustus 1994                                      |
| 1995 | Kopfüber in die Nacht Traumtänzerball                                                                  | 100 (1 week)       | —                  | —                  | Eerste publicatie: 6 november 1995                                       |
| 1997 | Wie Flammen im Wind                                                                                    | 88 (5 weken)       | —                  | —                  | Eerste publicatie: 28 februari 1997                                      |
| 2001 | Wer Liebe lebt / To Live for Love (Engelse versie) Best Of / Eurovision Song Contest – Copenhagen 2001 | 32 (13 weken)      | —                  | —                  | Eerste publicatie: 5 maart 2001                                          |
| 2001 | Ich schicke dir jetzt einen Engel Best Of                                                              | 84 (4 weken)       | —                  | —                  | Eerste publicatie: 27 augustus 2001                                      |
| 2002 | Idiot Rouge                                                                                            | 34 (16 weken)      | 57 (4 weken)       | —                  | Eerste publicatie: 2 december 2002 Verkoop: + 150.000; met Matthias Reim |
| 2005 | Fliegen Leben!                                                                                         | 49 (7 weken)       | —                  | —                  | Eerste publicatie: 17 januari 2005                                       |
| 2005 | Vielleicht nur einmal im Leben Leben!                                                                  | 87 (1 week)        | —                  | —                  | Eerste publicatie: 11 april 2005                                         |
| 2009 | Goodbye Michelle                                                                                       | —                  | 75 (1 week)        | —                  | Eerste publicatie: 4 september 2009                                      |
| 2012 | Große Liebe l’amour                                                                                    | —                  | 59 (1 week)        | —                  | Eerste publicatie: 9 maart 2012                                          |
| 2014 | Paris Die ultimative Best Of                                                                           | 80 (1 week)        | 57 (1 week)        | —                  | Eerste publicatie: 21 maart 2014                                         |
| 2018 | Nicht verdient Tabu                                                                                    | 94 (1 week)        | —                  | 77 (2 weken)       | Eerste publicatie: 24 juni 2018 Verkoop: + 200.000; met Matthias Reim    |

Meer singles
| - 1993: Wer die Augen schließt (wird nie die Wahrheit seh’n) (als deel van Mut zur Menschlichkeit) - 1994: Herzklopfen - 1995: Dornröschen ist aufgewacht - 1995: Traumtänzerball - 1996: Kleine Seelenfeuer - 1996: Er nannte sie my Baby Jane - 1997: Du und die das geht nie - 1997: Im Auge des Orkans - 1998: Kleine Prinzessin - 1998: Nenn es Liebe oder Wahnsinn - 1998: Und wir wollten doch mal fliegen - 1999: Der letzte Akkord - 1999: Dein Püppchen tanzt nicht mehr - 2000: So was wie Liebe - 2000: Wirst Du noch da sein - 2000: Kinderaugen - 2002: Das Hotel in St. Germain - 2002: Hast du Lust - 2005: Sag es noch einmal | - 2006: Größer als wir - 2007: Hallo Tanja - 2007: Willst Du mich für immer - 2010: Nur noch dieses Lied - 2010: Gefallener Engel - 2010: Manege frei für mein Gefühl - 2011: Der beste Moment - 2012: Straße der Sehnsucht - 2012: Was wenn mein Herz sich irrt - 2014: Herzstillstand - 2014: 30.000 Grad - 2016: Wir feiern das Leben - 2016: So schön ist die Zeit - 2017: Träume haben Flügel - 2018: In 80 Küssen um die Welt - 2020: Vorbei vorbei - 2020: Anders ist gut - 2022: Romeo und Julian - 2023: Das war’s für mich - 2024: Flutlicht - 2024: Du kannst mich mal |

## Videoalbums en muziekvideo's

### Videoalbums
| Jaar | Titel                         | Hitlijstklassering | Hitlijstklassering | Hitlijstklassering | Opmerkingen                                                    |
| Jaar | Titel                         | DE                 | AT                 | CH                 | Opmerkingen                                                    |
| ---- | ----------------------------- | ------------------ | ------------------ | ------------------ | -------------------------------------------------------------- |
| 2015 | Die ultimative Best Of – Live | *                  | 5 (2 weken)        | —                  | Eerste publicatie: 9 oktober 2015 * zie Die ultimative Best Of |

Meer videoalbums
- 2001: Live (Verkäufe: + 25.000, DE: )
- 2008: Collage
- 2009: Goodbye Michelle – Deluxe Edition
- 2014: Nur das Beste

### Muziekvideo's
| Jaar | Titel                 | Regisseur(s)                |
| ---- | --------------------- | --------------------------- |
| 2014 | Paris                 | Jakob Spreerohr             |
| 2016 | So schön ist die Zeit |                             |
| 2017 | Träume haben Flügel   | Dennis Dirksen              |
| 2018 | Nicht verdient        | Daniel Sluga, Daniel Zlotin |
| 2020 | Vorbei vorbei         | Nikolaj Georgiew            |

## Boxsets
| Jaar | Titel                  | Hitlijstklassering | Hitlijstklassering | Hitlijstklassering | Opmerkingen                                         |
| Jaar | Titel                  | DE                 | AT                 | CH                 | Opmerkingen                                         |
| ---- | ---------------------- | ------------------ | ------------------ | ------------------ | --------------------------------------------------- |
| 2014 | Die ultimative Best Of | 7 (26 weken)       | 2 (52 weken)       | 44 (10 weken)      | Eerste publicatie: 21 maart 2014 Verkoop: + 115.000 |

Meer boxsets
- 2002: V.I.P. (Very Important Product) – Best of
- 2011: 4 Alben

## Statistiek

### Evaluatie
De volgende lijst bevat een overzicht van Michelles hitsuccessen in de album-, single- en muziek-dvd-hitlijsten. In Duitsland worden videoalbums ook opgenomen in de albumhitlijsten. In Oostenrijk en Zwitserland zijn er aparte hitlijsten voor videoalbums.
|                         | DE | AT | CH |
| ----------------------- | -- | -- | -- |
| Nummer 1-albums         | —  | —  | —  |
| Top 10-albums           | 10 | 12 | 1  |
| Albums in de hitlijsten | 19 | 16 | 11 |

|                          | DE | AT | CH |
| ------------------------ | -- | -- | -- |
| Nummer 1-singles         | —  | —  | —  |
| Top 10-singles           | —  | —  | —  |
| Singles in de hitlijsten | 13 | 4  | 1  |

|                              | DE | AT | CH |
| ---------------------------- | -- | -- | -- |
| Nummer 1-videoalbums         | —  | —  | —  |
| Top 10-videoalbums           | —  | 1  | —  |
| Videoalbums in de hitlijsten | —  | 1  | —  |

### Onderscheidingen voor muziekverkoop
Opmerking: Toekenningen in landen uit de hitlijsten of hitboxen kunnen hierin worden gevonden.
| Land/regio        | Goud | Platina | Verkoop   | Bronnen           |
| ----------------- | ---- | ------- | --------- | ----------------- |
| Duitsland (BVMI)  | 8    | 1       | 1.275.000 | musikindustrie.de |
| Oostenrijk (IFPI) | 7    | 1       | 140.000   | ifpi.at           |
| Totaal            | 15   | 2       |           |                   |